# 新隆镇
新隆镇，是中华人民共和国湖南省永州市新田县下辖的一个乡镇级行政单位。

## 行政区划
新隆镇下辖以下地区：
佃湾村、心安村、山田湾村、桥亭村、龙会塘村、侯桥村、大坪头村、龙会寺村、乐塘村、樟树下村、东溪村、野乐村、神脚村、油塘村和石桥村。